# Campionati europei di cricket T10 femminile 2024
I Campionati europei di cricket T10 femminile 2024 si sono svolti dal 9 al 20 dicembre a Cártama, in Spagna: al torneo hanno partecipato cinque squadre. 

## Regolamento

### Formula
La formula ha previsto:
- Fase a gironi, disputata con girone all'italiana: la prima classificata accede alla finale, la seconda classificata all'elimination 2 e la terza e la quarta classificata all'elimination 1

### Challenge League
Dal 9 al 14 si è tenuta la serie cadetta, a cui hanno partecipato cinque squadre. Le squadre sono state divise in base al loro ranking. La Selezione femminile di cricket di Jersey ha vinto il torneo, battendo la Germania in finale.

## Torneo

### Fase a gironi

#### Risultati
| 15 dicembre 2024 Cartama Oval, Cártama | Inghilterra | 97/3 - 96/9   | Paesi Bassi | Inghilterra vince di 7 wickets  |
| 15 dicembre 2024 Cartama Oval, Cártama | Scozia      | 56/8 - 60/2   | Irlanda     | Irlanda vince di 8 wickets      |
| 15 dicembre 2024 Cartama Oval, Cártama | Italia      | 91/7 - 113/8  | Paesi Bassi | Paesi Bassi vince di 22 runs    |
| 15 dicembre 2024 Cartama Oval, Cártama | Inghilterra | 77/1 - 61/9   | Scozia      | Scozia vince di 16 runs         |
| 16 dicembre 2024 Cartama Oval, Cártama | Irlanda     | 85/8 - 88/2   | Italia      | Italia vince di 8 wickets       |
| 16 dicembre 2024 Cartama Oval, Cártama | Paesi Bassi | 89/3 - 85/5   | Scozia      | Paesi Bassi vince di 4 runs     |
| 16 dicembre 2024 Cartama Oval, Cártama | Inghilterra | 114/4 - 95    | Irlanda     | Inghilterra vince di 19 runs    |
| 16 dicembre 2024 Cartama Oval, Cártama | Italia      | 71 - 71/7     | Scozia      | Scozia vince al golden ball     |
| 17 dicembre 2024 Cartama Oval, Cártama | Scozia      | 127/3 - 126/4 | Inghilterra | Scozia vince di 7 wickets       |
| 17 dicembre 2024 Cartama Oval, Cártama | Irlanda     | 87/3 - 124/3  | Paesi Bassi | Paesi Bassi vince di 37 runs    |
| 17 dicembre 2024 Cartama Oval, Cártama | Inghilterra | 65/0 - 64/6   | Italia      | Inghilterra vince di 10 wickets |
| 17 dicembre 2024 Cartama Oval, Cártama | Scozia      | 70/6 - 57     | Irlanda     | Scozia vince di runs            |
| 18 dicembre 2024 Cartama Oval, Cártama | Paesi Bassi | 109/6 - 95/6  | Italia      | Paesi Bassi vince di 14 runs    |
| 18 dicembre 2024 Cartama Oval, Cártama | Inghilterra | 123/6 - 105/5 | Irlanda     | Inghilterra vince di 18 runs    |
| 18 dicembre 2024 Cartama Oval, Cártama | Scozia      | 124/6 - 123/3 | Paesi Bassi | Scozia vince di 4 wickets       |
| 18 dicembre 2024 Cartama Oval, Cártama | Italia      | 54/7 - 131/2  | Irlanda     | Irlanda vince di 77 runs        |
| 19 dicembre 2024 Cartama Oval, Cártama | Inghilterra | 116/4 - 61/6  | Italia      | Inghilterra vince di 55 runs    |
| 19 dicembre 2024 Cartama Oval, Cártama | Paesi Bassi | 78 - 79/3     | Irlanda     | Irlanda vince di 7 wickets      |
| 19 dicembre 2024 Cartama Oval, Cártama | Italia      | 93/5 - 97/5   | Scozia      | Scozia vince di 2 runs          |
| 19 dicembre 2024 Cartama Oval, Cártama | Inghilterra | Abbandonata   | Paesi Bassi | Abbandonata per pioggia         |

#### Classifica
| Pos. | Squadra     | G | Pt | V | P | N/R | NRR    |
| ---- | ----------- | - | -- | - | - | --- | ------ |
| 1.   | Inghilterra | 8 | 23 | 5 | 1 | 1   | +2.818 |
| 2.   | Paesi Bassi | 8 | 17 | 4 | 3 | 1   | +0.411 |
| 3.   | Scozia      | 8 | 17 | 5 | 4 | 0   | -0.661 |
| 4.   | Irlanda     | 8 | 15 | 3 | 5 | 0   | +0.398 |
| 5.   | Italia      | 9 | 8  | 1 | 7 | 0   | -2.492 |

      Qualificata in finale
      Qualificata all'eliminator 1
      Qualificata all'eliminator 2

### Fase a eliminazione diretta

#### Tabellone
|  | Quarti di finale | Quarti di finale | Quarti di finale |             |      | Semifinali  | Semifinali | Semifinali |  |  | Finale | Finale | Finale |  |
|  |                  |                  |                  |             |      |             |            |            |  |  |        |        |        |  |
|  |                  |                  |                  |             |      | 4           | Irlanda    | 80/4       |  |  |        |        |        |  |
|  |                  |                  |                  |             |      | 4           | Irlanda    | 80/4       |  |  |        |        |        |  |
|  |                  |                  | 2                | Paesi Bassi | 83/3 |             |            |            |  |  |        |        |        |  |
|  | 3                | Scozia           | 2                | Paesi Bassi | 83/3 | 56/6        |            |            |  |  |        |        |        |  |
|  | 3                | Scozia           |                  |             |      |             |            |            |  |  |        |        |        |  |
|  | 4                | Irlanda          | 60/3             |             |      |             |            |            |  |  |        |        |        |  |
|  | 4                | Irlanda          | 60/3             |             | 2    | Paesi Bassi | 87/5       |            |  |  |        |        |        |  |
|  |                  |                  |                  |             |      |             |            |            |  |  |        |        |        |  |
|  |                  |                  | 1                | Inghilterra | 89/2 |             |            |            |  |  |        |        |        |  |

##### Risultati fase eliminazione diretta
| 20 dicembre 2024 Cartama Oval, Cártama | Scozia      | 56/6 - 60/3 | Irlanda     | Irlanda vince di 6 wickets     |
| 20 dicembre 2024 Cartama Oval, Cártama | Paesi Bassi | 83/3 - 80/4 | Irlanda     | Paesi bassi vince di 7 wickets |
| 20 dicembre 2024 Cartama Oval, Cártama | Inghilterra | 89/2 - 87/5 | Paesi Bassi | Inghilterra vince di 8 wickets |